# Wzgórza we Wrocławiu
Wzgórza we Wrocławiu obejmują wzniesienia znajdujące się w obszarze administracyjnym miasta Wrocław. Są to usypiska i pagórki o stosunkowo niewielkiej wyniosłości. Brak jest we Wrocławiu, który położony jest w obszarze Niziny Śląskiej (w szczególności Pradoliny Wrocławskiej (318.52) i mniejszym stopniu Równiny Wrocławskiej (318.532) i Równiny Oleśnickiej (318.56)), znaczących wzniesień czy wzgórz (najwyżej położonym, naturalnym punktem Wrocławia jest Kota 148 m n.p.m. w Lesie Mokrzańskim). Istnieją niewysokie wydmy pochodzenia eolicznego: w Lesie Osobowickim (127 m n.p.m.), w Lesie Rędzińskim – forma wałowa i owalna (112 m n.p.m., wybitność 2–3 m ponad teren).
Większość wrocławskich wzniesień to nasypy powstałe podczas odgruzowywania miasta po zniszczeniach wojennych lub wysypiska odpadów komunalnych bądź przemysłowych. Wśród wzniesień znajdują się także kopce poświęcone pamięci bądź stanowiące miejsce pochówku i uhonorowania określonych osób lub upamiętnienia określonych wydarzeń. Ich wybitność nie przekracza zwykle 15–20 m ponad otaczający teren, najwyższym takim wzniesieniem jest zrekultywowane składowisko odpadów komunalnych – Wzgórze Maślickie o wybitności 44 m. 
Oprócz wyżej wspomnianych wzniesień występuje także wiele wyniosłości terenu stanowiących nasypy budowlane linii kolejowych, wałów przeciwpowodziowych i grobli oraz niewielkich górek parkowych i osiedlowych, czy też położonych na wydzielonych terenach przedszkoli i żłobków.
Część z wrocławskich wzgórz oceniana jest jako cenna przyrodniczo i ekologicznie. Stanowią one siedliska rzadkich roślin i zwierząt. Stawiane są postulaty ochrony tych siedlisk, np. poprzez tworzenie na bazie danego wzgórza użytku ekologicznego (np. Wzgórze Gajowe). Natomiast nie udało się jak dotąd zrealizować żadnego z planów dotyczących zagospodarowania wybranych wzgórz dla potrzeb budowy stoków narciarskich oraz ośrodków sportów zimowych. Takie plany wysuwane były oraz stworzono odpowiednie koncepcje między innymi wobec Wzgórza Gajowego i Wzgórza Kilimandżaro.
| nazwa                          | rodzaj               | osiedle                    | wysokość bezwzględna | wybitność  | uwagi                           | fotografia |
| ------------------------------ | -------------------- | -------------------------- | -------------------- | ---------- | ------------------------------- | ---------- |
| Wzgórze Andersa                | wysypisko            | Huby                       | 142 m n.p.m.         | 17 m       |                                 |            |
| Wzgórze Bendera                | nasyp                | Borek – Park Południowy    | 131 m n.p.m.         | 7 m        | pawilon von Wallenberga         |            |
| Cmentarz Żołnierzy Polskich    | nekropolia           | Grabiszyn                  | 137 m n.p.m.         | 15 m       | pomnik                          |            |
| Wzgórze Gajowe                 | wysypisko            | Gaj                        | 155,4 m n.p.m.       | 31,5 m     |                                 |            |
| Wzgórze Gajowickie             | wysypisko            | Gajowice                   | 138 m n.p.m.         | 18 m       | tor saneczkowy                  |            |
| Góra Sienicka                  | naturalna wyniosłość | Strachocin                 | 122 m n.p.m.         | 2,6 m      |                                 |            |
| Wzgórze Kapliczne              | nasyp                | Osobowice – Las Osobowicki | 120 m n.p.m.         | 7 m        | kaplica, grodzisko              |            |
| Wzgórze Kilimandżaro           | nasyp                | Zalesie                    | 134 m n.p.m.         | 17 m       | tor motocrossowy, rowerowy      |            |
| kota 141                       | naturalna wyniosłość | Mokra – Las Mokrzański     | 141 m n.p.m.         |            | las                             |            |
| Mała Sobótka                   | nasyp                | Grabiszynek                | 135 m n.p.m.         | 12 m       | tor saneczkowy                  |            |
| Wzgórze Mikołajskie            | wysypisko            | Szczepin – Popowice        |                      | około 20 m | zlikwidowane w latach 2003–2007 |            |
| Wzgórze Partyzantów            | budowla              | Stare Miasto               | 132 m n.p.m.         | 13 m       | kluby, restauracje              |            |
| Wzgórze Polskie                | budowla              | Stare Miasto               | 127 m n.p.m.         | 18 m       | ruiny                           |            |
| Skórnik                        | nasyp                | Partynice                  | 129 m n.p.m.         | 6 m        |                                 |            |
| Szaniec Pandurów               | nasyp                | Nowa Karczma               | 114 m n.p.m.         |            |                                 |            |
| Szaniec Szwedzki               | nasyp                | Osobowice – Las Osobowicki | 126 m n.p.m.         | 13 m       | las, tor saneczkowy, grodzisko  |            |
| Wzgórze Słowiańskie            | nasyp                | Nadodrze – Ołbin           | 125 m n.p.m.         | 8 m        |                                 |            |
| Wzgórze przy ulicy Ziębickiej  | wysypisko            | Tarnogaj                   | 133 m n.p.m.         | 8,5 m      |                                 |            |
| Wzgórze Maślickie              | wysypisko            | Maślice Wielkie            | 157,4 m n.p.m.       | 44 m       | zamknięte                       |            |
| Wzgórze przy ulicy Wilczej     |                      | Wilczy Kąt                 | 142 m n.p.m.         | 22 m       |                                 |            |
| Górka Szczepińska              |                      | Szczepin                   | 124 m n.p.m.         | 9 m        | plac zabaw, boiska              |            |
| Wzgórze przy ulicy Ceglanej    | wysypisko            | Swojczyce                  | 134 m n.p.m.         | 18 m       | zamknięte                       |            |
| Wzgórze przy ulicy Jaracza     | nasyp                | Ołbin                      | 122 m n.p.m.         | 5 m        |                                 |            |
| Józefinka                      |                      | Opatowice                  | 122 m n.p.m.         | 2 m        |                                 |            |
| Sośnik                         | wydma                | Rędzin – Las Rędziński     | 118 m n.p.m.         | 6 m        | las                             |            |
| Górka Wiatraczna               | wzniesienie morenowe | Grabiszyn                  | 127 m n.p.m.         | 3 m        | bloki mieszkalne                |            |
| 1. 2. 3. 4. 5. 6. 7. 8. 9. 10. |                      |                            |                      |            |                                 |            |